# تورادورا!
تورادورا! (باليابانية: とらドラ!) رواية خفيفة يابانية من تأليف يويوكو تاكيميا ورسم ياسو. تتكون السلسلة من 10 مجلدات صدرت من عام 2006 حتى 2009. واقتبست الرواية إلى مانغا في عام 2007 وإلى مسلسل أنمي تلفزيوني من إنتاج ستديو جاي سي ستاف في عام 2008.

## القصة
الانطباع الأول للشخص قد يمنحنا حكماً خاطئاً بعيداً كل البعد عن الحقيقة لذا ليس علينا أن نحكم على الشخص بمجرد اللقاء الأول أو المظهر الخارجي. عيون حادة تنم عن الغضب والشر معاً هذه هي عينا بطل القصة “تاكاسو” الذي جعلت منه عيناه الحادتين شخصاً غير مرغوباً فيه لأن الجميع أعتبره شخصاً شريراً يتسارعون للحصول على رضاه… فرصة الحصول على صديقة ضئيلة جداً وكذلك فرصة الحصول على أصدقاء بمثل هذا الوضع، كان يومه الأول في المدرسة محفوفاً بقليل من القلق ولكنه بدا سعيداً كون صديقه الوحيد “كيتامورا” يدرس معه في نفس الشعبة وكذلك محبوبته التي لا أحد يعلم عنها شيء “كوشيدا مينوري”، “أيساكا” أو كما يلقبها الجميع النمر الصغير فبنيتها الصغيرة جعلتها تبدو كالأطفال على الرغم من أنها بسن الجميع، تقوم “أيساكا” بمواجهة “تاكاسو” في بداية الأمر ولكن كل شيء يتغير بعد أن يعرف كلاً منهما سر الأخر.

## الشخصيات
- ريوجي تاكاسو (باليابانية: 高須 竜児)

مؤدي الصوت: جونجي ماجيما.
- تايغا إيساكا (باليابانية: 逢坂 大河)

مؤدي الصوت: ريه كوغيميا.